# Chira simoni
Chira simoni là một loài nhện trong họ Salticidae.
Loài này thuộc chi Chira. Chira simoni được María Elena Galiano miêu tả năm 1961.